# Vampire: The Masquerade - Redemption
Vampire: The Masquerade - Redemption è un videogioco di ruolo per personal computer, pubblicato il 7 giugno 2000 da Activision. Il gioco segue l'avventura di un crociato francese, Christof Romuald, attraverso Praga e Vienna nel medioevo e a Londra e a New York nell'era moderna.

## Trama
Il protagonista Christof viene ferito combattendo contro i barbari della Moravia e viene ricoverato nel monastero di Praga, dove si innamora di sorella Anezka. In seguito però Christof sarà abbracciato da una vampira del clan Brujah e rivelerà la sua condizione di dannato ad Anezka, e lei nel tentativo di aiutarlo finirà nelle mani degli Tzimisce, il clan vampiro più potente di Praga, diventando un ghoul al loro servizio.
Dopo l'abbraccio di Ecaterina la Saggia, Christof impara molte cose sul mondo delle tenebre, impara a controllare i suoi nuovi poteri e a combattere la sua crociata personale contro il male, pur disperando per la sua anima.
Egli cerca in tutta l'avventura di ritrovare Anezka, affrontando nemici sempre più forti e incontrando vampiri di diversi clan, seguendo le sue tracce tra i vicoli di Praga, a Vienna e quindi di nuovo a Praga, nel castello di Vyšehrad sede degli Tzimisce. Qui la sua strada si interseca con quella di Vukodlak, un matusalemme Tzimisce in torpore che sta cercando di risvegliarsi grazie anche all'aiuto di Anezka, divenuta sua schiava. Christof riesce a impedire il risveglio di Vukodlak, ma il crollo del castello lo fa cadere in un torpore lungo quasi 800 anni.
Si risveglierà infine nel mondo moderno, scoperto da una squadra di archeologi agli ordini della Società di Leopold. Troverà nuovi compagni, ma alla fine rincontrerà il suo caro amico Wilhem, che lo aveva dato per morto otto secoli prima. Da Londra a New York, in un crescendo di battaglie che coinvolgono nuovi clan, spettri, lupi mannari, e oggetti dal potere straordinario, la trama lentamente si dipana, fino allo scontro finale per la salvezza del mondo nella Cattedrale di Carne di New York, allo scoccare del terzo millennio.

## Modalità di gioco
Il videogioco è basato sul gioco di ruolo cartaceo Vampiri: la masquerade. Parte dalla versione Vampiri: i secoli bui, ed arriva all'epoca moderna dominata da Camarilla e Sabbat, a cui è stato dedicato poco spazio, essendo il gioco essenzialmente incentrato sulle vicende straordinarie di Christof, ed avulse dalle lotte di potere tipiche del gioco in epoca moderna. La grafica, gradevole e fluida, mantiene un aspetto intrigante e rimane valida nel tempo. Vampire: The Masquerade - Redemption include una modalità multigiocatore, con la quale è possibile creare delle vere e proprie storie, con tanto di funzione di narratore, come per il gioco cartaceo. Esiste una nutrita comunità che organizza stagionalmente delle avventure di ruolo.
Il gioco non presenta particolari bachi, la maggior parte dei quali sono stati tuttavia risolti con una patch, la 1.01.
Il gioco si divide in due parti, medievale e moderna, con modalità di gioco sostanzialmente differenti. Il gioco ha ottenuto un buon successo di critica, sia dai giocatori del gioco cartaceo, sia dai neofiti, anche se, hanno fatto notare, si sente la mancanza della possibilità di scelta del clan. Il gioco va tuttavia inquadrato essenzialmente nello stile epico, che si discosta molto dalle avventure classiche.

## Personaggi
Christof Romuald
Christof è un cavaliere crociato francese, giunto in Moravia per combattere i pagani al seguito dei Fratelli della Spada. È un uomo dai saldi principi morali, ed ha circa 24 anni all'inizio del gioco. È nato a St. Claire, nella Francia orientale e, una volta abbracciato, farà di tutto per ritrovare la sua amata Anezka e per non perdere la propria umanità. Oltre che nel giorno Christof appare anche in alcuni libri del gioco di ruolo Vampiri: la masquerade, in modo particolare nel Libro del clan Brujah, nella novella sul clan Brujah ambientata in epoca contemporanea e recentemente in una delle storie del Diario di Beckett dell'edizione ventennale V20.
Anezka
Anezka è una suora del monastero di Praga, che si prende cura di Chistof quando egli vi giunge ferito in battaglia. Tra i due nasce un amore impossibile, e quando Anezka finisce nelle mani degli Tzimisce cercando di salvare Christof dalla sua condizione di vampiro egli farà di tutto per ritrovarla e salvarla, anche dopo 800 anni.
Cosmas
Cosmas è un vampiro del clan Brujah di Praga, braccio destro di Ecaterina la Saggia, dai vestiti che indossa si può intuire che è probabilmente un centurione romano abbracciato molti secoli addietro ed è lui a consigliare Ecaterina di abbracciare Christof, riconoscendo in lui grandi potenzialità. Viene reso noto da Ecaterina che raggiunge la morte ultima durante la rivolta di Praga, ucciso probabilmente dagli Tzimisce.
Ecaterina la Saggia
Ecaterina è una vampira anziana del clan Brujah di Praga, ed è lei ad abbracciare Christof trasformandolo a sua volta in un vampiro. È una studiosa ed è convinta che umani e vampiri possano vivere insieme, come era ai tempi dell'antica Cartagine. Nell'epoca moderna Ecaterina viene citata da Wilhem come appartenente al Sabbat di New York, rivelando così che è ancora viva, ma non viene più incontrata.
Erik McDonough
Erik è un vampiro del clan Gangrel, imprigionato dai Tremere di Praga che volevano fare su di lui alcuni esperimenti. Salvato da Christof, gli giura fedeltà e gli offre il suo aiuto per ritrovare Anezka, ma sarà distrutto dopo la trasformazione in garguglia, indotta da Etrius dai Tremere che ne assumono il controllo. È uno dei personaggi che possono essere controllati durante il gioco, eccetto dopo la sua trasformazione.
Lily
Lily è una vampira del clan Toreador che Christof incontra nella Londra dei tempi moderni e che salva dalla schiavitù dei Setiti che la costringevano a prostituirsi, si unirà a lui nella sua missione. È uno dei personaggi che possono essere controllati durante il gioco.
Orsi
Il conte Orsi è un appartenente al clan Ventrue, personaggio vile e vizioso, lavora per gli Tzimisce commerciando in esseri umani. Imprigionerà Christof e la sua coterie nel medioevo nel castello dei templari di Vienna dopo averli usati per eliminare il prete lasombra Lutero il Nero, suo nemico. Reincontrato a New York, ancora al soldo degli Tzimisce nei panni di un grande capitalista, sarà facilmente sconfitto da Christof dopo aver invano tentato di corromperlo.
Pink
Pink è il primo vampiro che Christof incontra nei tempi moderni, in un locale di Londra. Si presenterà come appartenente al clan Brujah e offrirà a Christof il proprio aiuto, ma alla fine si rivelerà essere un traditore, vampiro del clan assamita ingaggiato dagli Tzimisce per intralciare Christof. È uno dei personaggi che possono essere controllati, fino alla missione nella sede dei Giovanni di New York, quando si rivela e il suo posto viene ripreso da Whilem.
Samuel
Samuel è un vampiro del clan Nosferatu, che Christof incontrerà a New York, salvandolo dai brutali metodi sabbatici verso gli infanti, infine si unirà al suo gruppo. È uno dei personaggi che possono essere controllati durante il gioco.
Serena
Serena è una vampira del clan dei Cappadociani, infante di Garinol il capo dei Cappadociani di Praga. Dopo averlo aiutato contro il traditore Mercurio, Garinol offrirà a Christof l'aiuto di Serena per la sua missione e non si saprà più nulla della sua sorte, probabilmente distrutta assieme alla maggior parte del suo clan nel medioevo. È uno dei personaggi che possono essere controllati durante il gioco.
Vukodlak
Vukodlak è un matusalemme Tzimisce, fatto cadere in torpore dal Consiglio dei Voivodi dei suo clan per la sua eccessiva sete di potere. Tenterà di risvegliarsi una prima volta a Praga -venendo però interrotto dall'arrivo di Christof - e una seconda volta a New York allo scoccare della mezzanotte del 31 dicembre 1999. La sua intenzione una volta risvegliato è impedire con un rituale koldunista la Gehenna, uccidendo tutti i vampiri antidiluviani prima del loro risveglio, e diventando il padrone del mondo. Non è noto se il rituale avrebbe potuto avere davvero efficacia, ma una volta scoperto il suo piano spetterà a Christof impedire il suo risveglio e salvare così il mondo e anche Anezka.
Wilhem Streicher
Wilhem Streicher è un Brujah di 10a generatione, probabilmente un infante di Cosmas, il servitore di Ecaterina la Saggia. È un Brujah inusuale, riconosciuto per la sua calma nonostante la sua natura dedita all'azione. È il primo compagno di squadra di Christof una volta che egli è divenuto un vampiro, ed è lui a insegnargli le basi per essere un Cainita. Accompagna Christof durante tutte le sue missioni nella Praga e nella Vienna medievali e si riunisce a Christof nelle sue avventure a New York (con abilità resettate dal gioco).
Durante il tempo del torpore di Christof dai Secoli Bui ai giorni moderni Ecaterina ed i Prometiani si sono uniti al Sabbat, una setta di vampiri che vede i mortali come semplici vacche da suggere. Nonostante la sua fedeltà alla causa dei Prometiani nel Sabbat, Wilhem sembra essere riuscito a preservare una buona parte della sua umanità. Va notato di Wilhem che oltre le normali discipline Brujah di Potenza, Ascendente e la Velocità, ha anche conoscenza di Proteiforma, una caratteristica di disciplina del Clan Gangrel.
È uno dei personaggi che è possibile controllare durante il gioco.

## Riconoscimenti
- E3 1999 Game Critics Awards: Miglior RPG